# Crônicas russas
Crônica de Rus' ou Crônicas russas (em russo:  Русские летописи) são anais, obras históricas dos séculos XI-XVIII da Rus, nas quais a narrativa era conduzida por anos (por “anos”, daí o nome).
Obras da literatura russa antiga. A principal fonte escrita sobre a história da antiga Rus', da Rússia e de outras terras eslavas orientais da época pré-petrina. Eram comuns na Rus de Kiev, nas terras e principados russos, no Grão-Ducado da Lituânia e no Estado russo. Pelas características de suas espécies, se aproximam dos anais e crônicas da Europa Ocidental. O início da escrita de crônicas na antiga Rus remonta ao séc. XI, quando os registros históricos começaram a ser feitos em Kiev, embora o período analístico (o período descrito por anos) tenha começado a partir do séc. IX.
Na tradição análoga inicial, desde o reconstruído “O Conto Mais Antigo" de meados do séc. XI até o Conto dos Anos Passados do início do séc. XII, o “conceito de nós” do povo da Rus foi finalmente formado.

## Linguagem

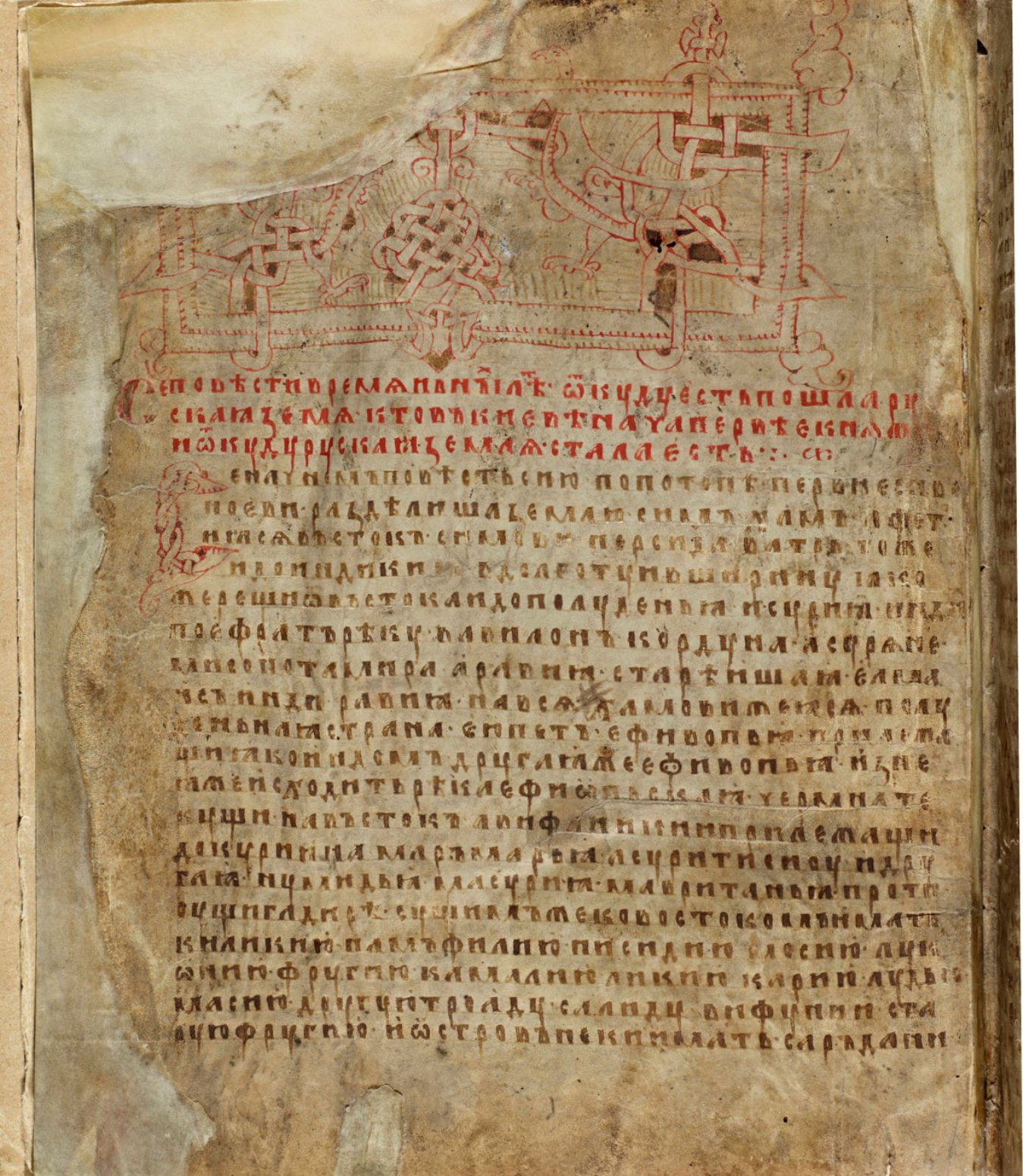
Crônica de Lavrente 1377

A linguagem das crônicas russas é diversa e não representa um sistema homogêneo. Ao mesmo tempo, a unidade da cultura escrita durante a maior parte da história da Rússia e o trabalho dos editores determinaram alguma unidade da língua.
A base linguística da língua da crônica do período do russo antigo foi a tradução para o russo antigo da língua eslava eclesiástica. Incluiu muitos russicismos, empréstimos da língua russa antiga coloquial e comercial. Em contraste com os textos religiosos, nas crônicas essas características linguísticas do russo antigo foram manifestadas com considerável detalhe. Além desses dois tipos estilísticos de linguagem, as diferenças dialéticas também se refletem nas crônicas. Características linguísticas individuais, em fonética, vocabulário, etc., indicam a região de origem da fonte. Fenômenos gramaticais e sintáticos são mais difíceis de localizar.
As crônicas bielorrusso-lituanas são escritas na língua escrita russa ocidental.